# På väg med miss Daisy
På väg med miss Daisy (engelska: Driving Miss Daisy) är en amerikansk dramafilm från 1989 i regi av Bruce Beresford. Filmen är baserad på en pjäs av Alfred Uhry. I huvudrollerna ses Morgan Freeman, Jessica Tandy och Dan Aykroyd. 
Filmen blev oväntat väldigt framgångsrik och belönades med hela fyra Oscars; för Bästa kvinnliga huvudroll (Jessica Tandy), Bästa makeup, Bästa film och Bästa manus efter förlaga. Den var nominerad till ytterligare fem Oscars. Den är en av endast tre filmer som vunnit bästa film utan att regissören nominerats för bästa regi. Filmen hade svensk premiär den 6 april 1990.

## Rollista i urval
- Morgan Freeman - Hoke Colburn
- Jessica Tandy - Daisy Werthan
- Dan Aykroyd - Boolie Werthan
- Patti LuPone - Florine Werthan
- Esther Rolle - Idella
- Joann Havrilla - Miss McClatchey
- William Hall, Jr. - Oscar
- Muriel Moore - Miriam
- Sylvia Kaler - Beulah
- Crystal R. Fox - Katey Bell